# Willa przy ulicy Wyspiańskiego 2 w Siemianowicach Śląskich
Willa przy ulicy Stanisława Wyspiańskiego 2 w Siemianowicach Śląskich – zabytkowa willa, położona w Siemianowicach Śląskich przy ulicy S. Wyspiańskiego 2, w dzielnicy Centrum. Powstała ona w 1930 roku w stylu modernistycznym według projektu Jana Noworyty z Katowic dla pracowników administracyjnych huty „Laura” (późniejsza huta „Jedność”).

## Historia
Początki willi sięgają 1929 roku, kiedy to Naczelna Dyrekcja Kopalń Zjednoczonych Hut Królewska i Laura otrzymała zezwolenie na budowę domu, zwanego wówczas „Domem Administracyjnym”. Modernistyczna willa została oddana do użytku w 1930 roku i służyła początkowo pracownikom administracyjnym pracującym w pobliskiej w hucie „Laura”. Zagospodarowano w nim łącznie cztery mieszkania. Willę zaprojektował katowicki przedsiębiorca budowlany Jan Noworyta. 
W 1945 roku przez kilka miesięcy w willi stacjonowali żołnierze Armii Czerwonej, którzy zdewastowali w znacznej części wnętrza willi. Po II wojnie światowej (lub jeszcze w czasach II wojny światowej) mieszkania w willi podzielono na mniejsze – zagospodarowano ich łącznie 12. Willą zarządzała Kopalnia Węgla Kamiennego „Siemianowice”, a po jej likwidacji Siemianowicka Spółdzielnia Mieszkaniowa „Michał”. Budynek został wpisany do rejestru zabytków 5 grudnia 2012 roku.

## Charakterystyka

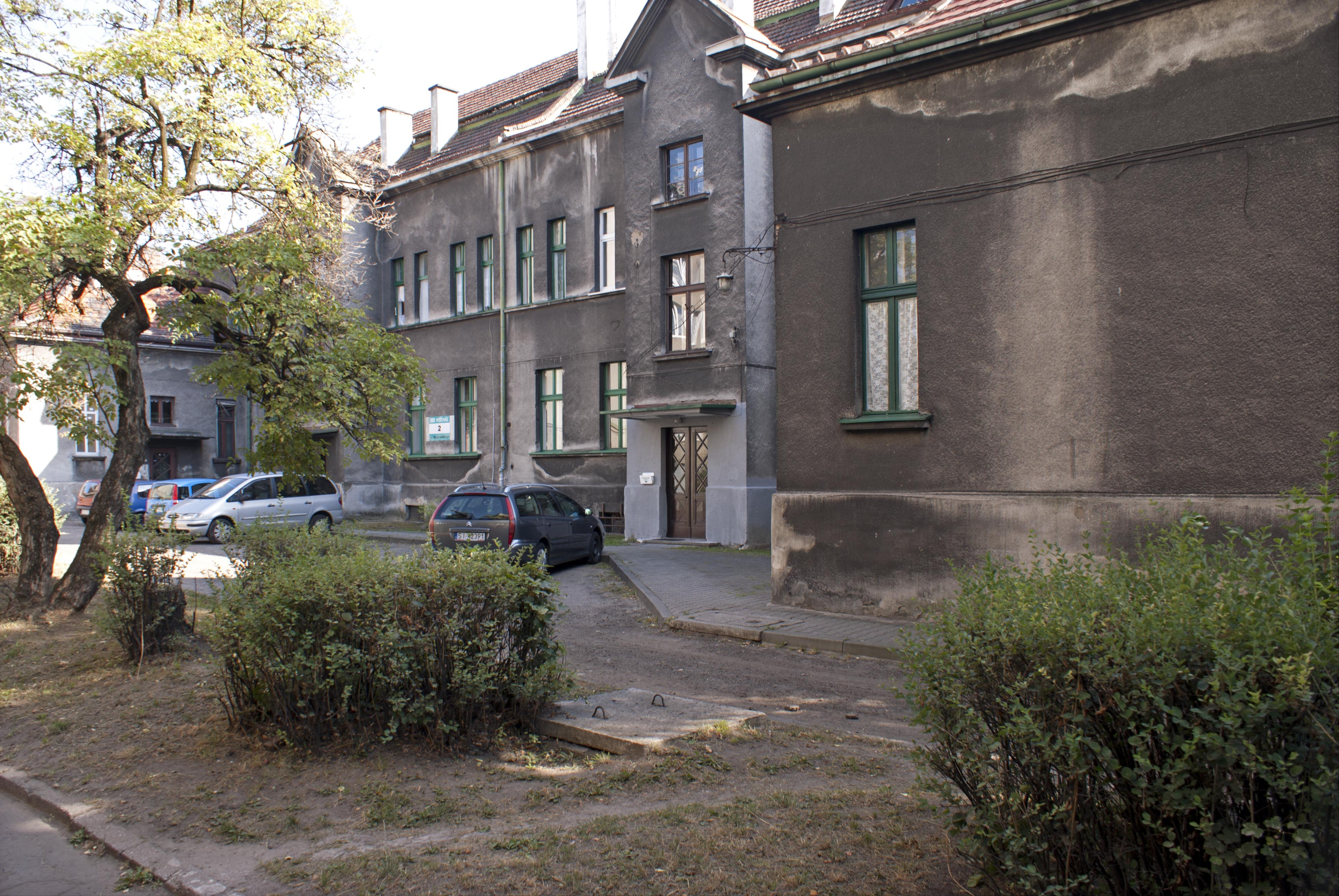
Willa widziana od strony północnej

Willa położona jest przy ulicy S. Wyspiańskiego w Siemianowicach Śląskich, w dzielnicy Centrum. Modernistyczny dom jest budynkiem murowanym z cegły i tynkowanym, symetrycznym i trójskrzydłowym. Posiada dwie kondygnacje, podpiwniczenie oraz strych doświetlony lukarnami. Zwieńczony jest on czterospadowym dachem krytym dachówką.
Od strony ulicy S. Wyspiańskiego willa posiada dwa symetrycznie wbudowane wykusze w dolnej kondygnacji, a obok nich tarasy, na których mieszczą się dodatkowe wejścia do mieszkań. Nad każdym z wykuszów i nad tarasami zaprojektowano półeliptyczne balkony z metalowymi balustradami. W ryzalitach znajdują się wejścia do klatek schodowych, a same zaś ryzality zwieńczone się trójkątnymi szczytami wystającymi ponad linię dachu. 
Willa posiadała pierwotnie cztery pięcio- i sześciopokojowe mieszkania, dwa mniejsze po 280 m² powierzchni, a większe miały 360 m² powierzchni. Obecnie znajduje się tutaj 12 mieszkań, a w jednym z nich zachowały się oryginalne elementy dekoracyjne salonu, oranżerii i łazienki, Zachowała się także oryginalna stolarka drzwiowa i większość okiennej, a przy niektórych oknach także drewniane żaluzje.
Willa została wpisana do rejestru zabytków 5 grudnia 2012 roku pod numerem A/394/12. Ochroną objęty jest budynek w obrysie murów zewnętrznych.